# Real Time (canal de televisão)
Real Time (anteriormente Discovery Real Time) é um canal de televisão italiano de propriedade da Discovery Networks Europe.
Foi lançado em 1º de outubro de 2005, tornando-se o sexto canal da Discovery a ser lançado na Itália. Sua programação é voltada ao público feminino de classe alta de 25 a 44 anos, exibindo programas de estilo de vida. Apresenta produções estrangeiras e nociaonais produzidas para o canal.
Em 7 de abril de 2009, o canal adotou uma nova logomarca e um novo visual. Esse visual já havia sido adotado pelo Discovery Real Time France anteriormente.
A maioria dos programas adquiridos foi produzido originalmente para os canais TLC ou Channel 4.